# Tyra Misoux
Tyra Misoux (ur. 3 stycznia 1983 w Steinfurcie) – niemiecka aktorka występująca w filmach pornograficznych. Jej pseudonim przyjęto od nazwy ciasta tiramisu.

## Życiorys

### Wczesne lata
Urodziła się i wychowywała się w Steinfurcie w Nadrenii Północnej-Westfalii, gdzie również uczęszczała do szkoły i ukończyła edukację jako pedagog. Pracowała jako kelnerka, operatorka telefoniczna, ekspedientka i sprzątaczka.

### Kariera
W roku 2001, kiedy miała 18 lat, na berlińskiej dyskotece Q-Dorf odkryli ją niemieccy producenci Nils Molitor i Klaus Goldberg. 
Dołączyła do branży porno w lutym 2002, w wieku 19 lat. Wystąpiła w produkcjach Magma Film, w tym w uhonorowanym niemiecką nagrodą Venus Award filmie Ósmy grzech (Die 8. Sünde, 2002) o aniele w niebie Ilasie (Horst Baron), jednym z 10 najlepszych filmów z niemieckiej listy hardcore bestsellerów Gospodarz farmy kurczaków (Die megageile Küken-Farm, 2002) z Sibel Kekilli i Steve’em Hooperem oraz Letnia wycieczka (Ein Sommertagstraum, 2002) z Titusem Steelem. 
W roku 2002 została nominowana do Venus Award jako najlepsza młoda aktorka, w 2004 roku otrzymała Venus Award w kategorii najlepszej aktorki, a w 2008 roku zdobyła nagrodę Eroticline jako najlepsza aktorka z Niemiec.
Zagrała postać kelnerki w klubie dla swingersów w melodramacie Cząstki elementarne (Elementarteilchen, 2006) wg powieści Michela Houellebecqa z Moritzem Bleibtreu i Christianem Ulmenem oraz pojawiła się jako gwiazda porno w niemieckiej komedii romantycznej Miłość z przedszkola (Keinohrhasen, 2007) u boku Tila Schweigera, Nory Tschirner, Eleny Uhlig, Stephana Luki i Uwe Ochsenknechta. Wzięła też udział w filmie dokumentalnym Fabiana Bursteina Porno Unplugged (2008).
W 2008 roku, po siedmiu latach, porzuciła przemysł porno.

## Nagrody i wyróżnienia
| Rok  | Nagroda                     | Kategoria                       | Rezultat  |
| ---- | --------------------------- | ------------------------------- | --------- |
| 2002 | Venus Award                 | Najlepsza nowa gwiazdka         | Nominacja |
| 2003 | Erotic Festival of Brussels | Najlepsza niemiecka debiutantka | Wygrana   |
| 2004 | Venus Award                 | Najlepsza aktorka niemiecka     | Wygrana   |
| 2008 | Eroticline Award            | Najlepsza aktorka niemiecka     | Wygrana   |